# Хіно (Тотторі)

35°14′27″ пн. ш. 133°26′34″ сх. д. / 35.24083° пн. ш. 133.44278° сх. д.
Хіно (яп. 日野町) — містечко в Японії, в повіті Хіно префектури Тотторі.